# Paskholm
Paskholm är en ö i Finland. Den ligger i Skärgårdshavet och i kommunen Pargas i den ekonomiska regionen  Åboland i landskapet Egentliga Finland, i den sydvästra delen av landet. Ön ligger omkring 51 kilometer sydväst om Åbo och omkring 190 kilometer väster om Helsingfors. 
Öns area är 3,8 hektar och dess största längd är 270 meter i öst-västlig riktning. Runt Paskholm är det mycket glesbefolkat, med 7 invånare per kvadratkilometer. Närmaste större samhälle är Korpo, 8,2 km sydost om Paskholm.